# دان ريفيس
دان ريفيس (بالإنجليزية: Dan Reeves) هو رئيس ‏ أمريكي، ولد في 30 يونيو 1912 في نيويورك في الولايات المتحدة، وتوفي بنفس المكان في 15 أبريل 1971.